# Alnus matsumurae
Alnus matsumurae är en björkväxtart som beskrevs av Alfons S. Callier. Alnus matsumurae ingår i släktet alar, och familjen björkväxter. Inga underarter finns listade.